# Schloss Eggeringhausen

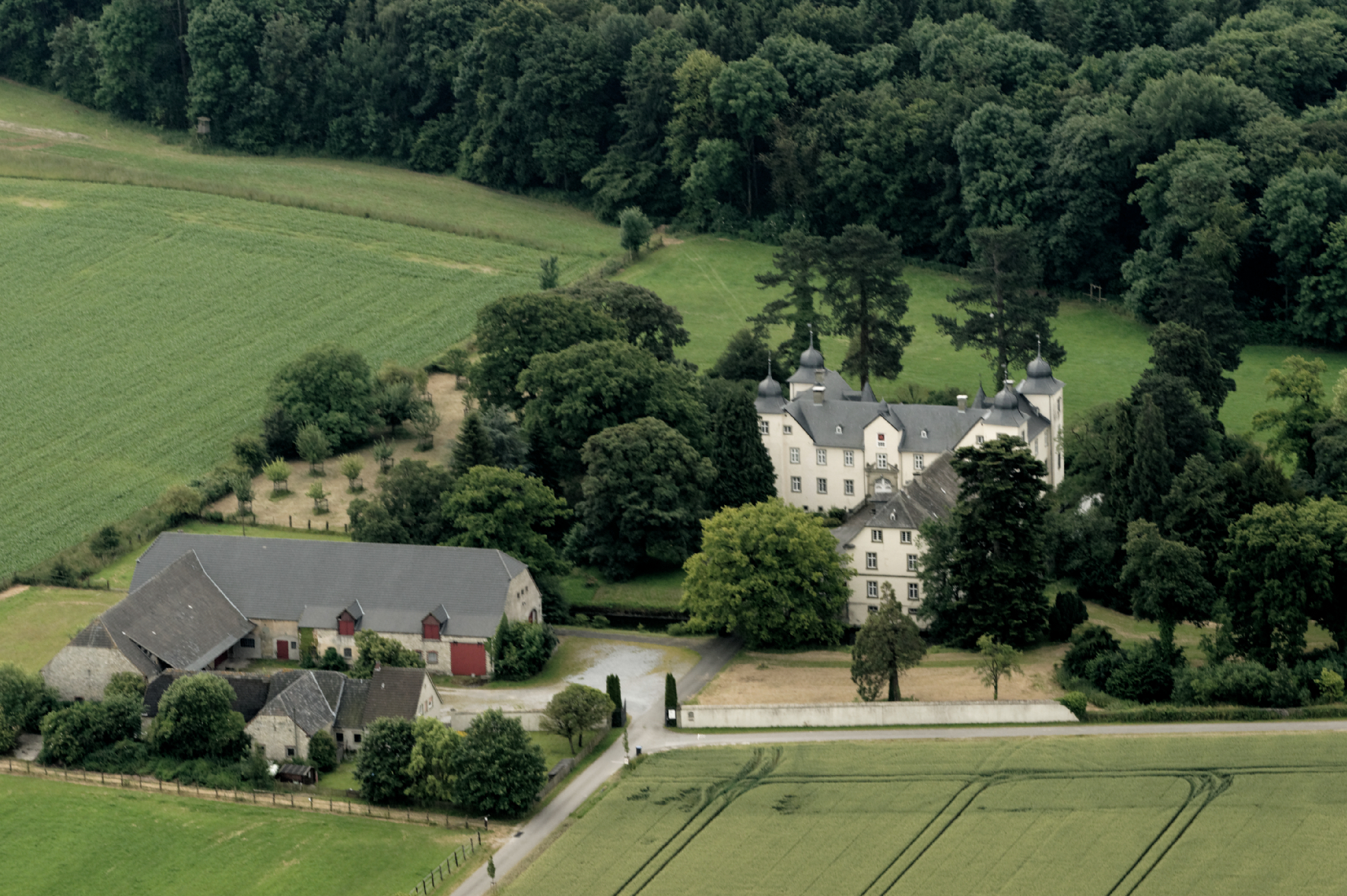
Schloss mit Marstall und Vorgebäuden

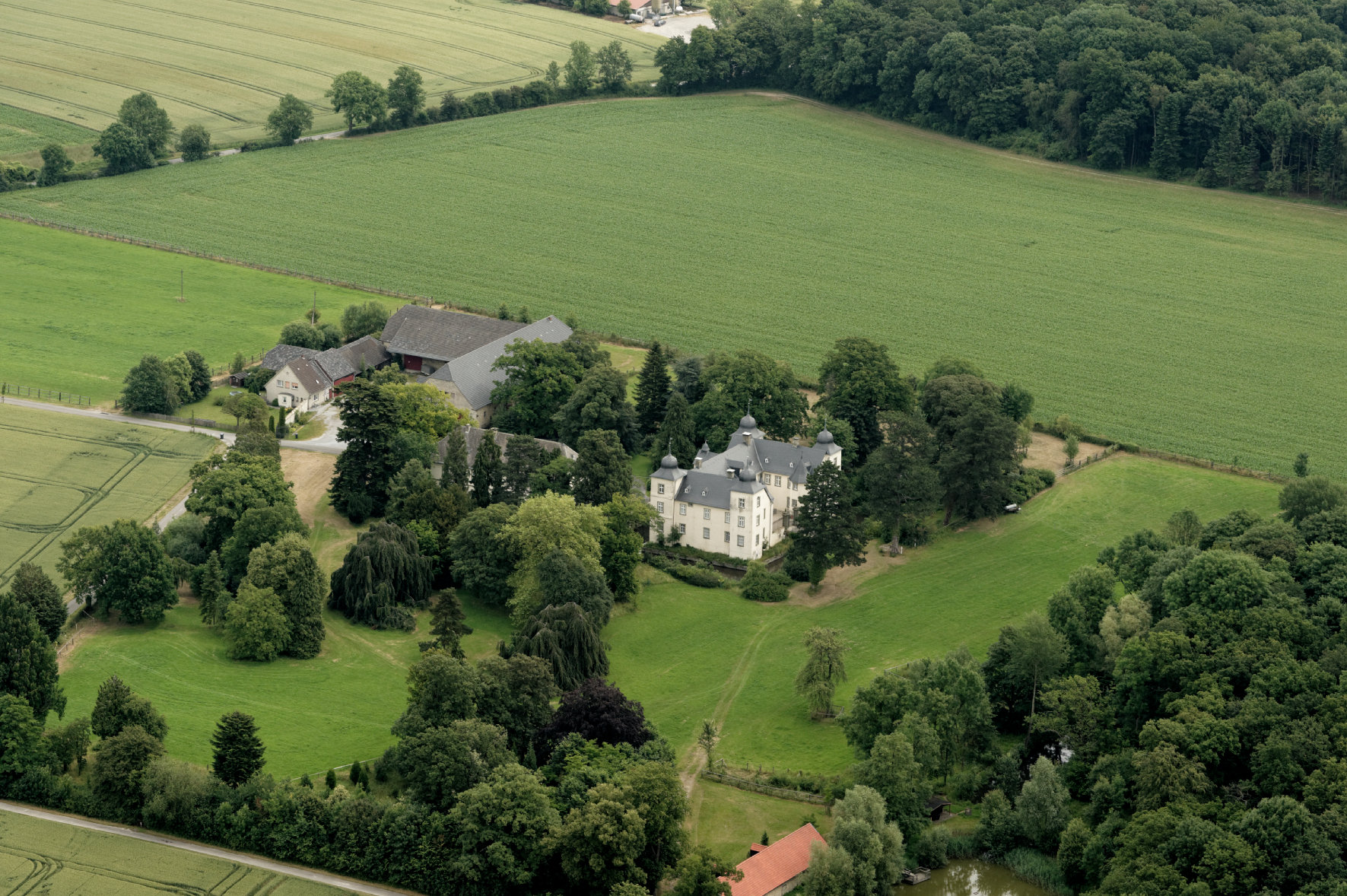
Gartenansicht

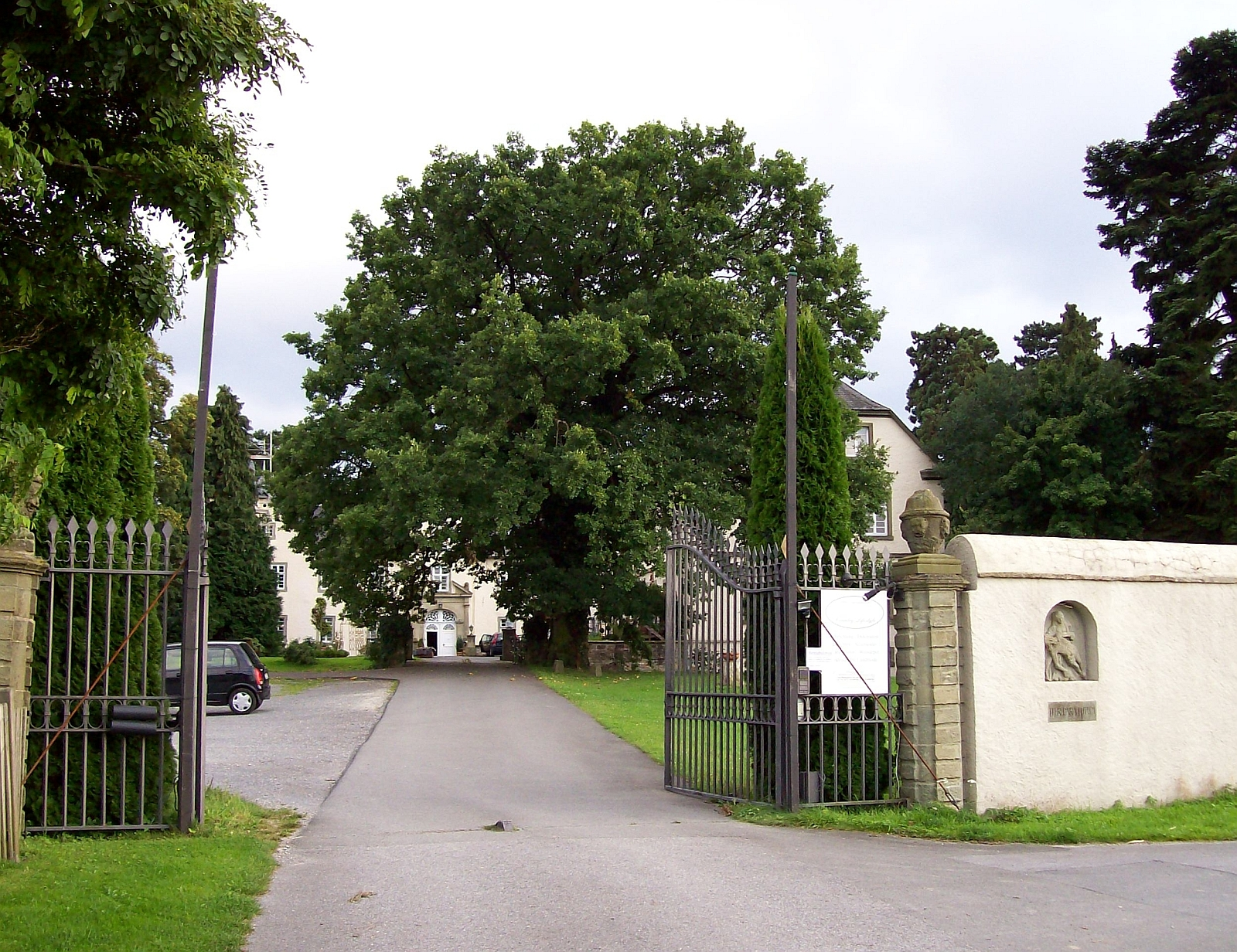
Eingang zum Schloss

Schloss Eggeringhausen steht in Anröchte-Mellrich in Nordrhein-Westfalen. Der Dreiflügelbau mit quadratischen Ecktürmen liegt in einem englischen Park mit Schweizer Marstall. Vor- und Hauptgebäude sind von einem Wassergraben umgeben. Sie sind über Brücken zu erreichen. Auf dem Schloss finden regelmäßig Veranstaltungen statt.

## Geschichte
Ein Ritter, dessen Nachkommen sich „von Mellrich“ nannten, erwarb 1181 das Gericht Mellrich von den Herren von Eberstein. Das Haus Eggeringhausen wurde 1382 erstmals erwähnt. Im 14. Jahrhundert lag die damalige Burg in der Umgebung des einstigen Mellricher Bahnhofs. Damals waren die Ritter von Meldereke auf dem Gut heimisch. Noldecke von Mellrich veräußerte 1483 das Gut an Goddert zu Kettler. 1603 erwarb dann Graf Johann von Ostfriesland und Rietberg das Anwesen.
Das heute noch stehende Wasserschloss ließ Anna Catharina Gräfin zu Salm-Reiferscheid im Jahre 1660 zum Witwensitz ausbauen. Im Jahre 1829 kaufte Freiherr Friedrich von Fürstenberg das Gut von dem Fürst Aloys von Kaunitz-Rietberg. Im Jahr 1908 übernahm der Lothar von Fürstenberg (1870–1951), zuvor Amtmann von Schmallenberg, von seinem verstorbenen Bruder Friedrich von Fürstenberg (1867–1907), die Verwaltung des Familiengutes.
Das Schloss ist seit einigen Jahren im Besitz der Familie von Fürstenberg-Körtlinghausen, ein Eigentümer war der Geistliche Michael von Fürstenberg (1942–2012).